# Касканте-дель-Ріо
Касканте-дель-Ріо (ісп. Cascante del Río) — муніципалітет в Іспанії, у складі автономної спільноти Арагон, у провінції Теруель. Населення — 79 осіб (2010).
Муніципалітет розташований на відстані близько 220 км на схід від Мадрида, 16 км на південь від міста Теруель.

## Демографія
Динаміка населення (INE ):